# Olga Wojan
Olga Wojan (auch Olga Vojan, tschechisch Olga Vojanová; ** 25. Februar 1896 in Prag; † 9. November 1922 in Berlin) war eine deutsche Schauspielerin und Schriftstellerin mit tschechischen Wurzeln.

## Leben
Olga Wojan war eine Tochter des tschechischen Schauspielers Eduard Wojan. Sie besuchte zunächst die Mittelschule und wurde dann zu Hause weiter von Albert Pražák unterrichtet. Schauspielunterricht erhielt sie bei Tilla Durieux und Marie Urfus, außerdem von 1912 bis 1914 an der Max-Reinhardt-Schauspielschule in Berlin. Sie hatte Engagements am Hoftheater in Dresden, in Meinhard, am Bernauer Theater und am Schillertheater in Berlin; 1917 war sie am Berliner Komödienhaus, 1921 gehörte sie zu den Mitgliedern der Tribüne. Carl von Ossietzky lobte ihre „kunstvolle, diskret gezügelte Gebärdensprache“ und ihr „vollklingendes und vorzüglich durchgebildetes Organ“. Egon Erwin Kisch bescheinigte ihr „die wünschenswerte unerlernbare Berlinität“.
Im Winter 1920/21 war sie Klabunds Freundin, der allerdings im Jahr 1921 in einem Brief an Walther Heinrich aus Positano konstatierte, Olga Wojan sei zweifellos sehr lieb und anständig, aber mit Frauen wie ihr könne er nicht auf lange Zeit zusammen sein: „Es gibt zwei Typen Frauen, auf die ich immer wieder gestoßen bin: der eine, das ist sie, und der andere, das ist meine Frau [...] Ich glaube, dieser Art Frauen mehr oder zärtlicher zuzuneigen. Sie beschweren und belasten einen nicht.“
Ein gutes Jahr nach dieser Feststellung nahm Olga Wojan sich, angeblich wegen einer unglücklichen Liebe zu Otto Flake, mit dem „Gift“ Adalin das Leben.
Zu ihren Rollen gehören die Julia in William Shakespeares Stück Romeo und Julia, das Gretchen im Faust und die Franziska in Wedekinds gleichnamigem Stück. Eugen Robert ließ die Schauspielerin in diesem Stück nackt auftreten, was Kurt Tucholsky alias Theobald Tiger zu einem Werk inspirierte, dessen Refrain lautete: „Zieh dich aus, Petronella, zieh dich aus!“ Trude Hesterberg trug dieses Stück im Kabarett Schall und Rauch vor.
Ferner trat sie in Kabaretts auf, veröffentlichte Novellen und hatte mehrere Filmrollen in Stummfilmen: 1918 spielte sie in Mitternacht, 1919 in Das Ende vom Liede und 1920, unter der Regie von Carl Froelich, in Toteninsel.